# Малчин
Малчин (монг.: Малчин) — сомон аймаку Увс, Монголія. Площа 4 тис. км², населення 3,8 тис. Центр сомону селище Цалгар лежить за 1300 км від Улан-Батора, за 102 км від міста Улаангом.

## Клімат
Клімат різко континентальний. Багатий тваринний світ.

## Соціальна сфера
Є школа, лікарня, культурний і торговельно-обслуговуючий центри.